# Pista (fiume)
La Pista (in russo Писта?; in finlandese: Pistojoki) è un fiume della Russia, maggiore tributario del lago Verchnee Kujto. Scorre nei rajon Louchskij e Kaleval'skij della Carelia. 
La sorgente del fiume è il lago Joukamojärvi, situato in Finlandia. Nella parte superiore scorre in direzione sud-est, parallela alla Pjaozerskij - la strada di confine statale (punto di controllo di Suoperja). In seguito si dirige verso meridione scorrendo attraverso i seguenti laghi: Kimas"jarvi, Mandujarvi, Chirvas"jarvi, Pistajarvi, Vihel'tajarvi, Muas"jarvi, Vaikul'skoe, Korpijarvi, Torais"jarvi. Sfocia infine nel lago Verchnee Kujto. Ha una lunghezza di 110 km e il suo bacino è di 3 190 km².